# كيشتيم
كيشتيم (بالروسية: Кыштым) هي إحدى مدن روسيا في الكيان الفدرالي الروسي تشيليابينسك أوبلاست.

## أعلام
- ليف تسيليشتشيف